# Президентська республіка
Президентська республіка — форма державного правління, за якої державна влада здійснюється шляхом надання президенту широкого кола повноважень, що зокрема передбачає з'єднання в руках президента повноважень глави держави і глави уряду.
Термін «президентська республіка» говорить сам за себе: президент грає в республіці головну роль. Також його називають сильним президентом.

## Загальні ознаки
Основними її ознаками є:
• чіткий поділ законодавчої, виконавчої та судової гілок влади, а взаємини між ними будуються на базі принципу так званих «стримувань і противаг»;
• президент — глава держави і виконавчої влади;
• президент обирається непарламентським способом — голосуванням виборців, що обумовлює досить високий ступінь його незалежності від парламенту; президент не має права розпуску парламенту;
• принцип парламентської більшості при формуванні уряду не діє; президент самостійно, з мінімальною участю парламенту, формує «уряд», що відрізняється від звичайного уряду тим, що він не є органом, який приймає колегіальні рішення;
• рішення приймає президент;
• політична відповідальність уряду перед парламентом відсутня;
• президент одноосібно керує виконавчою владою, посада прем'єр-міністра не передбачається;
• президент несе відповідальність тільки в порядку імпічменту і може бути усунутий з посади.
• уряд несе відповідальність тільки перед президентом, а не перед парламентом, тому що тільки президент може відправити його у відставку.

## Поділ влади
Президентська республіка теоретично будується за принципом жорсткого поділу влади. Це означає, що в конституційному законодавстві відповідних країн проводиться суворе розмежування компетенції між вищими органами законодавчої та виконавчої влади. Відповідні вищі органи держави не тільки структурно відокремлені, а й мають значну самостійність по відношенню один до одного.

## Президент
Президент обирається позапарламентським шляхом на всенародних виборах. Дострокове усунення президента від посади можливо лише в двох випадках: визнання його винним судом імпічменту або відхід у відставку. Будучи «главою виконавчої влади», він формує уряд — кабінет лише при номінальному участю парламенту. Ніякої відповідальності перед парламентом кабінет не несе. Він очолюється президентом і фактично грає при ньому роль дорадчого органу. Хоча президент позбавлений права розпуску парламенту, він наділений такими повноваженнями, які дозволяють йому активно впливати на всю законодавчу діяльність парламенту. З числа повноважень найважливіше — це право звернення до парламенту з посланнями. Поряд з цим президент сам є найважливішим нормотворчим органом.

## Парламент
Парламент є носієм «законодавчої влади», але його діяльність поставлена в залежність від президента, який не тільки відображає найважливіше джерело законодавчої ініціативи, але й визначає долі багатьох законопроєктів, використовуючи право вето, для подолання якого потрібно кваліфікована більшість парламенту. У той же час парламент має можливість змінювати і навіть відхиляти законодавчі пропозиції президента і здійснювати контроль над діяльністю виконавчого апарату державної влади. Хоча члени кабінету і глави інших загальнонаціональних виконавчих відомств не є членами парламенту, вони можуть викликатися і піддаватися допиту в різного роду комітетах парламенту, наділених значними ревізійними, контрольними і розслідувальними повноваженнями.

## Прем'єр-міністр
Як вже говорилося, в більшості президентських республіках немає особливої посади прем'єр-міністра, ним є президент. Якщо в президентській республіці є посада прем'єр-міністра (Єгипет, Перу, Сирія та ін; іноді вона передбачена конституціями, але може і не згадуватися ними, і в багатьох країнах Азії і Африки вона то вводилася, то скасовувалася), то це так званий адміністративний прем'єр. Юридично він очолює уряд, але на ділі політику уряду визначає президент, під керівництвом якого проходять офіційні засідання ради міністрів, де вирішуються максимально важливі питання (менш важливі питання вирішуються під головуванням адміністративного прем'єра).

## Переваги та недоліки
Таким чином, головні переваги президентської республіки полягають у тому, що це — відносно проста система командного типу з вираженою персональною відповідальністю, а отже, володіє значними перевагами з точки зору ефективності державного управління.
Недоліки президентської системи є продовженням її переваг: для неї характерна висока концентрація влади, що в країнах з нестійкими традиціями демократії загрожує збереженням і навіть посиленням авторитарних рис у політичному режимі (особливо цьому сприяє з'єднання поста глави держави і глави виконавчої влади). Крім того, застосування президентської системи в країнах зі складними міжнаціональними, міжконфесійними та внутрішньо-конфесійних відносинами президентська модель не дає адекватного вирішення проблем організації державної влади.
Недоліком президентської системи є і відсутність належного зв'язку між партійним складом парламенту і партійною приналежністю президента. Це веде до розбалансування політичної системи і різноспрямованості політичних процесів в єдиній державній машині, ламаються політичні цикли.

## Поширеність у світі
Ця форма правління отримала достатньо широке розповсюдження в державах, що звільнилися від колоніальної залежності. Приклади республік з президентською формою правління:
- Ангола
- Аргентина
- Бенін
- Болівія
- Бразилія
- Бурунді
- Чилі
- Колумбія
- Коморські Острови
- Коста-Рика
- Кіпр
- Домініканська Республіка
- Еквадор
- Сальвадор
- Гамбія
- Гана
- Гватемала
- Гондурас
- Індонезія
- Іран
- Кенія
- Ліберія
- Малаві
- Мальдіви
- Мексика
- Нікарагуа
- Нігерія
- Палау
- Панама
- Парагвай
- Філіппіни
- Сейшельські Острови
- Сьєрра-Леоне
- Сомаліленд
- Південний Судан
- Туреччина
- Туркменістан
- США
- Уругвай
- Венесуела
- Замбія
- Зімбабве

### Президент та Прем'єр-міністр
- Білорусь
- Камерун
- Центральноафриканська Республіка
- Чад
- Джибуті
- Екваторіальна Гвінея
- Габон
- Гвінея
- Гаяна
- Кот-д'Івуар
- Казахстан[1]
- Руанда
- Південна Корея
- Судан
- Таджикистан
- Танзанія
- Того
- Уганда
- Узбекистан

## Історія появи
Перші республіки сучасного типу — тобто з президентом на чолі — з'явилися тільки в Новому Світі. Їх виникнення було пов'язане передусім із прагненнями молодих, енергійних і неупереджених колонізаторів позбутися пережитків монархічного ладу. Саме з цієї причини посада Глави держави стала виборною, не довічною і, головне, обмеженою конституцією. На інститут президентства було покладено головне завдання республіканського ладу — гарантування конституції, а відтак і демократії.
1789 року першим президентом Сполучених Штатів Америки обраний Джордж Вашингтон. Після цієї події інститути президентства стрімко почали у країнах Нового Світу: президенти очолили: 1807 року — Гаїті, 1814 — Парагвай, 1816 — Аргентину, 1817 — Чилі, 1819 — Колумбію, 1821 — Коста-Рику та Перу, 1824 — Мексику, 1825 — Болівію, 1830 — Венесуелу, Еквадор та Уругвай, 1835 — Нікарагуа, 1839 — Гватемалу, 1841 — Гондурас і Сальвадор, 1844 — Домініканську Республіку. Першими президентами — главами держав у Європі — стали 1848 року дві особи: Луї Наполеон Бонапарт у Франції та Й. Фурер у Швейцарії. В Азії першим президентом став 1911 року Сунь Ятсен у Китаї, незабаром — 1923 року — Мустафа Кемаль, прозваний Ататюрком, у Туреччині. Що ж до Африки — то 1847 року перший президент очолив Ліберію, 1854 — Оранжеву Республіку (1910 року увійшла до складу нинішньої Південно-Африканської Республіки).